# Vườn quốc gia Budderoo
Vườn quốc gia Budderoo là một vườn quốc gia ở bang New South Wales, Úc, cách thành phố Sydney 99 km về phía nam.
Vườn quốc gia này có diện tích 60 km², được thành lập ngày 3.10.1986. Vườn này được biết đến nhiều do có lối đi lát bằng ván gỗ qua rừng ưa mưa Minnamurra. Trong vườn có thác Carrington, các khu picnic và nướng thịt, một trung tâm của du khách.
Tiếp giáp với ranh giới phía đông của vườn này là Khu bảo tồn thiên nhiên Barren Grounds. Rừng quốc gia Yarrawa cũng không xa ranh giới của vườn này.

## Liên kết ngoài

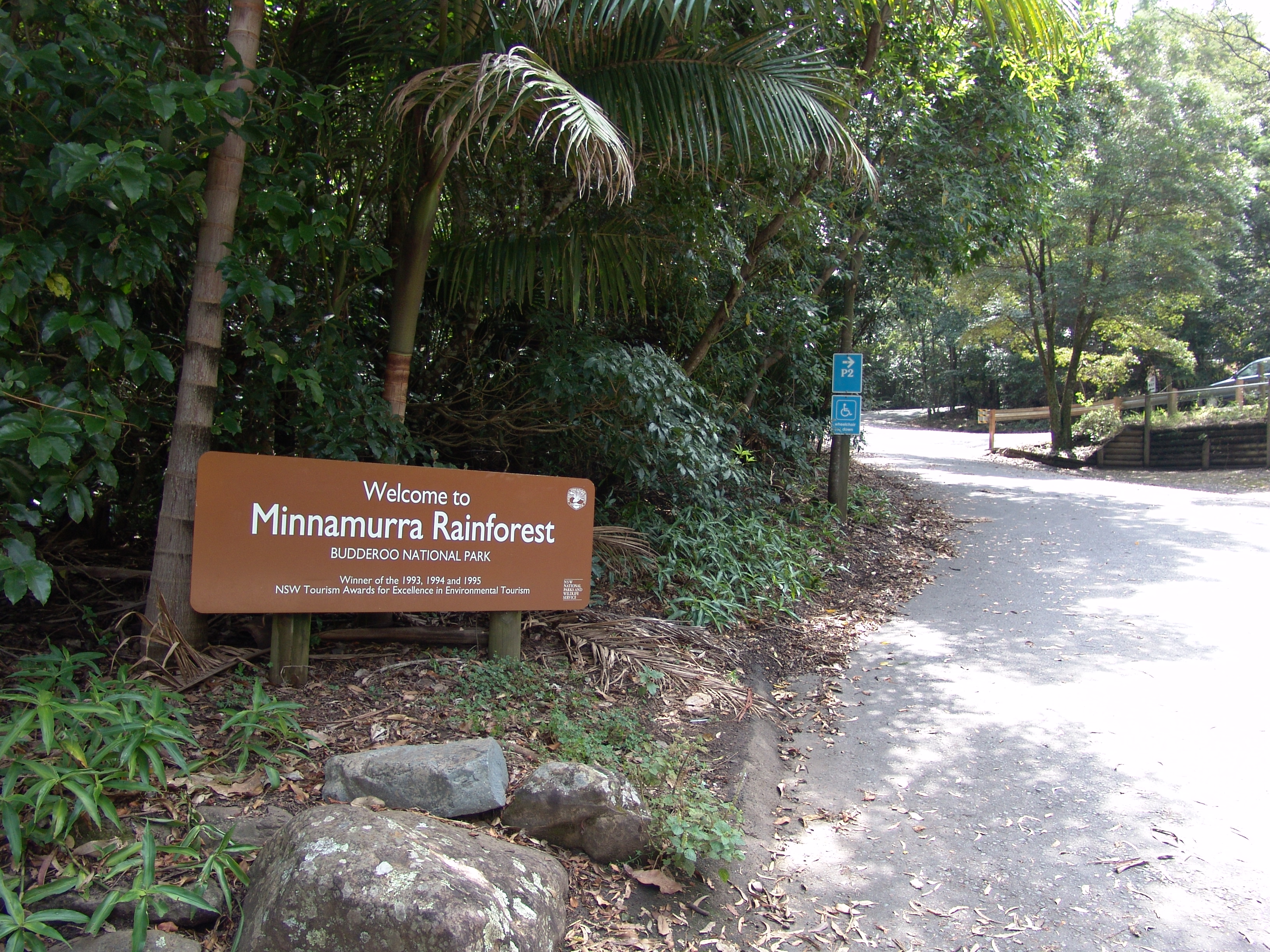
Lối vào rừng ưa mưa Minnamurra